# أولكساندر كوتشر
ألكسندر ميكولاييفيتش كوتشر (بالأوكرانية: Олександр Миколайович Кучер) (مواليد 22 أكتوبر 1982 في كييف، الاتحاد السوفيتي) لاعب كرة قدم أوكراني يجيد اللعب في مركز قلب الدفاع والوسط المدافع ويلعب حاليا في نادي شاختار دونيتسك الأوكراني منذ 2006.

## روابط خارجية
- أولكساندر كوتشر على موقع الاتحاد الدولي (مؤرشف)  (الإنجليزية)
- أولكساندر كوتشر على موقع الاتحاد الأوربي (الإنجليزية)
- أولكساندر كوتشر على موقع اتحاد تركيا (لاعب) (الإنجليزية)
- أولكساندر كوتشر على موقع اتحاد أوكرانيا (الإنجليزية)
- أولكساندر كوتشر على موقع قاعدة بيانات كرة القدم.إي يو (الإنجليزية)
- أولكساندر كوتشر على موقع ناشيونال فوتبول تيمز (الإنجليزية)
- أولكساندر كوتشر على موقع Soccerbase.com (لاعب) (الإنجليزية)
- أولكساندر كوتشر على موقع Soccerway.com (الإنجليزية)
- أولكساندر كوتشر على موقع عالم كرة القدم.نت (الإنجليزية)
- أولكساندر كوتشر على موقع AS.com (الإسبانية)